# Јоргос Параскевопулос
Јоргос Параскевопулос (грч. Γεώργιος Παρασκευόπουλος) је био грчки бициклиста који је учествовао на првим Олимпијским играма 1896. у Атини.
Параскевопулос је учествовао у две најтеже дисциплина бициклистичког програма: трка 12 сати и друмска трка.
Он није завршило трку од 12 часова. Учествовало је 7 такмичара. Параскевопулос је био последњи такмичар који је одустао и био је ттрећи, али није добио медаљу јер није завршио трку. У друмској трци од Атине до Маратона и назад, пласирао се између четвртог и седмог места, са непознатим резултатом.